# Живот, васељена и све остало
Живот, васељена и све остало (енгл. Life, the Universe and Everything) је трећа књига научнофантастично-хумористичке „трилогије од пет књига” Аутостоперски водич кроз галаксију аутора Дагласа Адамса. Он је првобитно осмислио причу као епизоду серије Доктор Ху, али ју је BBC одбио. Касније је разматрана као заплет друге сезоне серије Аутостоперски водич кроз галаксију, која никада није наручена.
Радио адаптација овог романа снимљена је 2003. године под вођством Дирка Магса, у којој су учествовали преживели чланови глумачке екипе оригиналне радио-серије. Сам Адамс се појављује у камео улози; због његове смрти пре почетка продукције радио-серије, ово је постигнуто већ снимљеним дијалогом његовог лика из аудио-књиге коју је Адамс читао и која је објављена 1990-их. Радио адаптација је дебитовала у септембру 2004. године.

## Радња
Још увек заробљени на праисторијској Земљи, Артур Дент и Форд Префект бивају увучени у просторно-временски вртлог, који је изазвала анахрона софа. Њих двојица завршавају на Лордовом терену за крикет два дана пре него што ће Земљу уништити Вогони. Убрзо након што стигну, група робота слеће свемирским бродом усред терена и напада окупљену гомилу, те украду трофеј „Пепео” пре него што оду. Стиже још један свемирски брод, Бистромат, којим управља Слартибартфаст, који открива да је дошао прекасно да би зауставио крађу и тражи Артурову и Фордову помоћ.
Док путују до свог следећег одредишта, Слартибартфаст им објашњава да покушава да спречи роботе да прикупе све компоненте Двери Викита. Некада давно, мирољубиво становништво планете Крикит, несвесно остатка васељене због облака прашине који је окруживао њен соларни систем, било је изненађено када је на својој планети пронашло олупину свемирског брода. Анализирајући брод, истраживали су изван облака прашине и видели остатак васељене; одмах су одлучили да им се не свиђа и решили да мора да буде уништен. Изградили су флоту бродова и робота да би напали остатак васељене у бруталном јуришу познатом под називом Крикитски ратови, али су на крају поражени. Схвативши да народ Крикита неће бити задовољан коегзистенцијом са остатком васељене, одлучено је да се планета затвори у омотач од спо-времена, који ће се отворити тек након што дође до краја васељене, како би ова планета могла да постоји сама. Двери Викита, обликоване као викет који се користи у крикету, потребне су за откључавање омотача. Међутим, један брод који је превозио трупу робота са Крикита избегао је затварање и ови роботи су почели да траже делове Двери након што су распршени у простору и времену.
Слартибартфаст, Артур и Форд полазе на журку у ваздуху која траје бројним генерацијама где се може наћи још један део Двери, сребрна спона, али Артур се налази одвојен од осталих и завршава у Катедрали мржње коју је створило биће звани Аграџаг. Аграџаг открива да је био реинкарниран безброј пута у разним облицима, само да би га Артур убио у сваком животу; сада планира да убије Артура из освете. Међутим, након сазнања да Артур тек треба да изазове његову смрт на месту званом Ставромула Бета, Аграџаг схвата да је прерано извукао Артура из његовог релативног временског оквира и да би његово убиство сада изазвало парадокс, али свеједно покушава да убије Артура. У свом лудилу, Аграџаг руши катедралу око њих. Артур успева да побегне неповређен, делимично због тога што је научио како да лети након што је пао и промашио земљу када је угледао торбу коју је изгубио на аеродрому у Грчкој годинама раније. Након што је покупио торбу, Артур нехотице наиђе на журку у ваздуху и своје пријатеље. Унутра проналазе Трилијан, али су закаснили да спрече роботе да украду сребрну спону. Артур, Форд, Трилијан и Слартибартфаст се враћају у Бистромат и покушавају да одбију роботе који активирају Двери Викита.
У међувремену, роботи Крикита краду последња два дела, језгро погона бесконачне невероватноће из свемирског брода Златно срце и ногу андроида Марвина. Том приликом хватају и Марвина и Запхода Библброкса.
Путници Бистромата стиже прекасно да спречи роботе да отворе Двери, те се транспортују на планету како би покушали да преговарају са људима Крикита. На њихово изненађење, они откривају да мештанима Крикита недостаје било каква жеља да наставе рат и да примају наређења од робота у орбити. Уз помоћ Запхода и Марвина, група је у стању да се инфилтрира међу роботе. Трилијан закључује да су људи Крикита изманипулисани, као и да не могу истовремено бити довољно паметни да развију своје коначно оружје – бомбу која би могла да уништи сваку звезду у универзуму – и довољно глупи да не схвате да би ово оружје такође уништило њих.
Они откривају да је права сила иза рата био суперкомпјутер Хактар. Направљен да би служио једној ратоборној врсти, Хактар је добио задатак да начини бомбу супернову која би једним притиском на дугме повезала језгра сваког сунца у васељени и изазвала њен крај. Уместо тога, Хактар је намерно креирао неисправну верзију оружја, узрокујући да га његови креатори разнесу у прах и пепео, коју су постали облак прашине око Крикита. Међутим, Хактар је и даље могао да функционише, иако на много слабијем нивоу. Трилијан и Артур разговарају са Хактаром у виртуелном простору који он ствара како би им се објаснио. Хактар открива да је провео еоне стварајући свемирски брод који се срушио на Крикит да би инспирисао њихову ксенофобијуи подстичу их на рат, тиме утичући и на њихове мисли. Међутим, када је омотач спо-времена активиран, његова контрола над становништвом је ослабила. Док се бори да остане функционалан, Хактар се извињава Трилијан и Артуру због својих поступака пре него што они оду на свој брод.
Када је рат завршен, група прикупља језгро Златног срца и пепео, једине две компоненте Двери Викита које роботи нису уништили, и враћа Запхода и Марвина на Златно срце. По повратку на Лордов терен за крикет само неколико тренутака након напада робота, Артур покушава да врати пепео, али је изненада инспирисан да заигра крикет са лоптицом из своје торбе. Међутим, током трчања, Артур изненада схвата да је Хактар креирао и ставио ту лоптицу у његову торбу, као и да је она заправо радна верзија космичке-бомбе-супернове, а да је ударач поред викета заправо један од робота Крикита, спреман да детонира једном бачену бомбу. Артур се спотакне, промаши тло и прелети терен, омогућавајући себи да безбедно баци бомбу у страну и одруби главу роботу сопственом палицом.
Након тога, група води Артура на „тиху и идиличну планету” када наиђе на полулудог новинара. Нешто раније, он је извештавао о судском процесу у којем је сведоку по имену Прак ненамерно дата превелика доза серума истине. Прак је почео да говори сву познату истину, толико ужаснувши умешане стране да су напустили судницу и запечатили је са њим унутра. Група га проналази и даље тамо, надајући се да ће од њега сазнати крајње питање живота, васељене и свега осталог. Разочарани су када открију да је Прак већ изрекао сву истину која постоји, али да није водио евиденцију. Једина информација коју он може да пружи је да се коначно питање и његов одговор међусобно искључују у истој васељени. Затим покушава да каже Артуру где се налази последња Божја порука свему ономе што је створио, али умире пре него што Артур успе да запамти њену локацију.
Артур се на крају насељава на Крикиту, где постаје вештији летач и учи језик птица. Накратко га прекида долазак бесмртног ванземаљца који је себи поставио за циљ да увреди свако живо биће у универзуму, али ванземаљац схвата да је већ завршио са Артуром на праисторијској Земљи.

## Порекло
Идеја Крикита потиче из идеје за епизоду серије Доктор Ху. Развој ове епизоде није далеко стигао и она је укинута. Елементи ове епизоде укључени су у роман Живот, васељена и све остало. Ник Веб, аутор званичне Адамсове биографије, тврдио је: „Дагласов поглед на људе Крикита био сличан његовом погледу на оне људе који одлучно одбијају да сазнају шта нам наука може рећи о универзуму у којем живимо”.